# Parentignat
Parentignat est une commune française, située dans le département du Puy-de-Dôme, en région Auvergne-Rhône-Alpes, limitrophe de celle d'Issoire.

## Géographie

### Lieux-dits et écarts
Le lieu-dit Gevillat, est à cheval sur les communes de Parentignat et Brenat.
Une partie des Mayères, située de l'autre côté de la rivière Allier (rive côté Issoire) appartient à la commune de Parentignat.

### Communes limitrophes
Parentignat est limitrophe de sept autres communes.
|         | Orbeil       | Brenat                 |
| Issoire | Parentignat  | Varennes-sur-Usson     |
| Le Broc | Les Pradeaux | Saint-Rémy-de-Chargnat |

### Climat
Pour des articles plus généraux, voir Climat d'Auvergne-Rhône-Alpes et Climat du Puy-de-Dôme.
En 2010, le climat de la commune est de type climat du Bassin du Sud-Ouest, selon une étude du Centre national de la recherche scientifique s'appuyant sur une série de données couvrant la période 1971-2000. En 2020, Météo-France publie une typologie des climats de la France métropolitaine dans laquelle la commune est exposée à un climat de montagne ou de marges de montagne et est dans la région climatique  Nord-est du Massif Central, caractérisée par une pluviométrie annuelle de 800 à 1 200 mm, bien répartie dans l’année. 
Pour la période 1971-2000, la température annuelle moyenne est de 11,3 °C, avec une amplitude thermique annuelle de 16,5 °C. Le cumul annuel moyen de précipitations est de 549 mm, avec 7,4 jours de précipitations en janvier et 6,3 jours en juillet. Pour la période 1991-2020, la température moyenne annuelle observée sur la station météorologique de Météo-France la plus proche, « Issoire », sur la commune d'Issoire à 3 km à vol d'oiseau, est de 12,0 °C et le cumul annuel moyen de précipitations est de 610,7 mm,. Pour l'avenir, les paramètres climatiques de la commune estimés pour 2050 selon différents scénarios d'émission de gaz à effet de serre sont consultables sur un site dédié publié par Météo-France en novembre 2022.

## Urbanisme

### Typologie
Au 1er janvier 2024, Parentignat est catégorisée commune rurale à habitat dispersé, selon la nouvelle grille communale de densité à sept niveaux définie par l'Insee en 2022.
Elle est située hors unité urbaine. Par ailleurs la commune fait partie de l'aire d'attraction de Clermont-Ferrand, dont elle est une commune de la couronne,. Cette aire, qui regroupe 209 communes, est catégorisée dans les aires de 200 000 à moins de 700 000 habitants,.

### Occupation des sols
L'occupation des sols de la commune, telle qu'elle ressort de la base de données européenne d’occupation biophysique des sols Corine Land Cover (CLC), est marquée par l'importance des territoires agricoles (49,7 % en 2018), en diminution par rapport à 1990 (51,3 %). La répartition détaillée en 2018 est la suivante : 
terres arables (27,5 %), forêts (26,9 %), zones agricoles hétérogènes (20,1 %), zones urbanisées (12,2 %), eaux continentales (10,9 %), prairies (2,1 %), espaces verts artificialisés, non agricoles (0,3 %). L'évolution de l’occupation des sols de la commune et de ses infrastructures peut être observée sur les différentes représentations cartographiques du territoire : la carte de Cassini (XVIIIe siècle), la carte d'état-major (1820-1866) et les cartes ou photos aériennes de l'IGN pour la période actuelle (1950 à aujourd'hui).

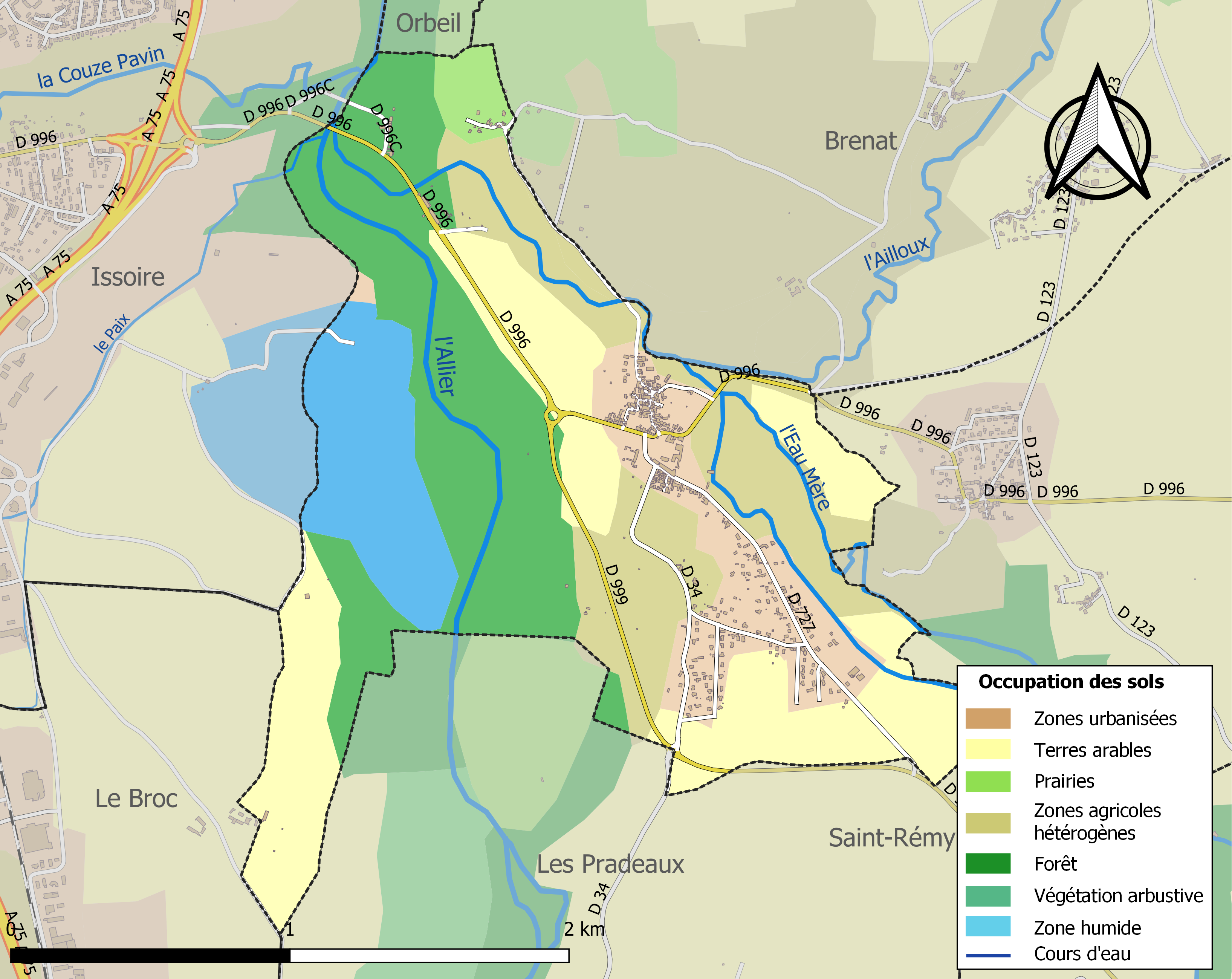
Carte des infrastructures et de l'occupation des sols de la commune en 2018 (CLC).

## Toponymie
Du nom de lieu gallo-romain Parentignaco, nom que l'on retrouve dès le Xe siècle pour désigner la résidence local du roi Lothaire, roi des Francs. Qui donnera Parentinhat en auvergnat et Parentignat en français.

## Histoire
À l'époque de l'édit de Nantes, un temple a été bâti pour les protestants d'Issoire, mais à Parentignat, de l'autre côté de l'Allier. Il est détruit après la révocation de l'édit.
Le château de Parentignat est bâti entre 1707 et 1720 par François de Lastic, capitaine du régiment du Roy-Infanterie, sur les bases d'une ancienne maison forte : il appartient encore aujourd'hui à la même famille.
La batellerie a été active jusqu'à l'arrivée du chemin de fer au milieu du XIXe siècle.
Le pont suspendu, édifié en 1831 fut le premier qui permit de traverser l'Allier sans emprunter le bac. Depuis 1976, il est désaffecté, remplacé par un pont plus moderne.

## Politique et administration

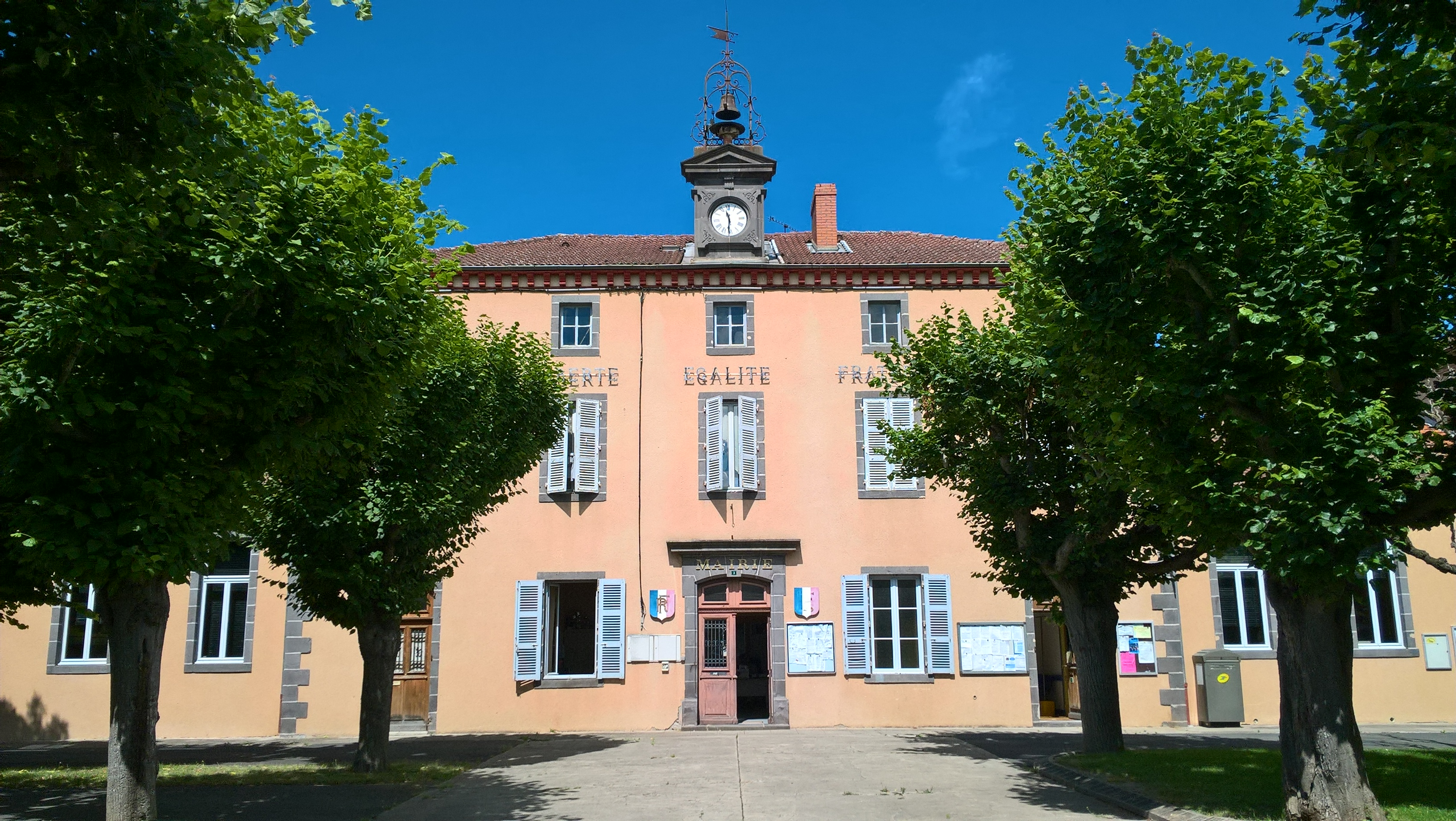
La mairie.

| Période                                  | Période                    | Identité                 | Étiquette | Qualité               |
| ---------------------------------------- | -------------------------- | ------------------------ | --------- | --------------------- |
| Les données manquantes sont à compléter. |                            |                          |           |                       |
|                                          |                            |                          |           |                       |
|                                          |                            | Annet-François de Lastic |           |                       |
| 1995                                     | 2001                       | Robert Guerrier          |           |                       |
| mars 2001                                | mars 2008                  | Dominique Tourette       |           |                       |
| mars 2008                                | En cours (au 28 août 2020) | Éric Bayard              |           | Éducateur territorial |

## Population et société

### Démographie
L'évolution du nombre d'habitants est connue à travers les recensements de la population effectués dans la commune depuis 1793. Pour les communes de moins de 10 000 habitants, une enquête de recensement portant sur toute la population est réalisée tous les cinq ans, les populations de référence des années intermédiaires étant quant à elles estimées par interpolation ou extrapolation. Pour la commune, le premier recensement exhaustif entrant dans le cadre du nouveau dispositif a été réalisé en 2005.

En 2022, la commune comptait 481 habitants, en évolution de −8,03 % par rapport à 2016 (Puy-de-Dôme : +2,1 %, France hors Mayotte : +2,11 %).
| 1793 | 1800 | 1806 | 1821 | 1831 | 1836 | 1841 | 1846 | 1851 |
| ---- | ---- | ---- | ---- | ---- | ---- | ---- | ---- | ---- |
| 443  | 380  | 540  | 435  | 452  | 500  | 478  | 500  | 490  |

| 1856 | 1861 | 1866 | 1872 | 1876 | 1881 | 1886 | 1891 | 1896 |
| ---- | ---- | ---- | ---- | ---- | ---- | ---- | ---- | ---- |
| 475  | 491  | 505  | 459  | 455  | 453  | 466  | 455  | 459  |

| 1901 | 1906 | 1911 | 1921 | 1926 | 1931 | 1936 | 1946 | 1954 |
| ---- | ---- | ---- | ---- | ---- | ---- | ---- | ---- | ---- |
| 435  | 410  | 369  | 355  | 333  | 314  | 291  | 357  | 358  |

| 1962 | 1968 | 1975 | 1982 | 1990 | 1999 | 2005 | 2006 | 2010 |
| ---- | ---- | ---- | ---- | ---- | ---- | ---- | ---- | ---- |
| 397  | 342  | 378  | 388  | 398  | 492  | 483  | 489  | 476  |

| 2015 | 2020 | 2022 | - | - | - | - | - | - |
| ---- | ---- | ---- | - | - | - | - | - | - |
| 515  | 488  | 481  | - | - | - | - | - | - |

## Culture locale et patrimoine

### Lieux et monuments

#### Château de Parentignat
Le château de Parentignat est construit au début du XVIIIe siècle, par Jean-Antoine de Lastic aux dépens du château de Sommyèvre dont il reprend les bases et en rachetant les 170 maisons du village pour en faire la cour d'honneur. Il prend sa forme en 1775 avec des jardins à la française puis un parc à l'anglaise, avant d'être restauré en 1870. Il est classé au titre des monuments historiques en 1972.
Son parc à l'anglaise, surplombé d'une terrasse bordée d'orangers centenaires et de rosiers anciens, contraste avec la rigueur de la cour d'honneur où ont été reconstitués les six parterres de gazon qui existaient à l'origine, ainsi que l'allée de tilleuls plantée dans la perspective du château.
Déjà cité au XVIIIe siècle comme l'une des demeures les plus richement meublées de la province, il est baptisé par Henri Pourrat, célèbre écrivain local, le petit Versailles auvergnat. Épargné par la Révolution, on y trouve encore une grande partie du mobilier d'origine. Outre les meubles et tableaux, il comporte une collection de cinq chaises à porteurs.
On peut y admirer un ensemble exceptionnel d'objets d'art (tableaux, sculptures et mobilier), notamment une importante collection de tableaux par Nicolas de Largillierre, Carle Van Loo, Hyacinthe Rigaud et Madame Vigée Le Brun, collection constituée par Georges de Lastic (1927-1988), à la famille duquel appartient toujours le château.

#### Pont suspendu
Le pont suspendu sur l'Allier, actif de 1831 à 1976, est inscrit au titre des monuments historiques en 1975.

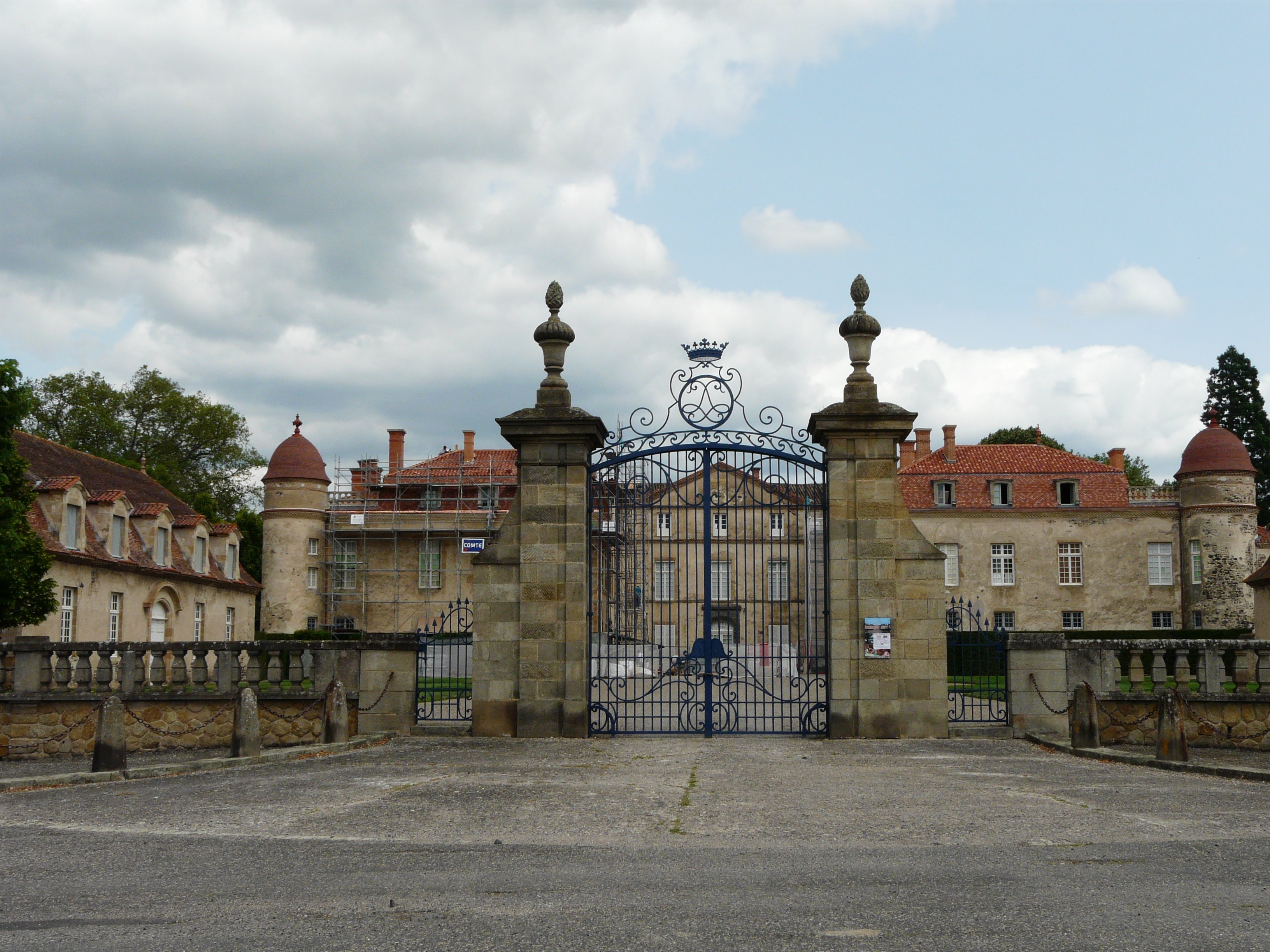
Le château de Parentignat.
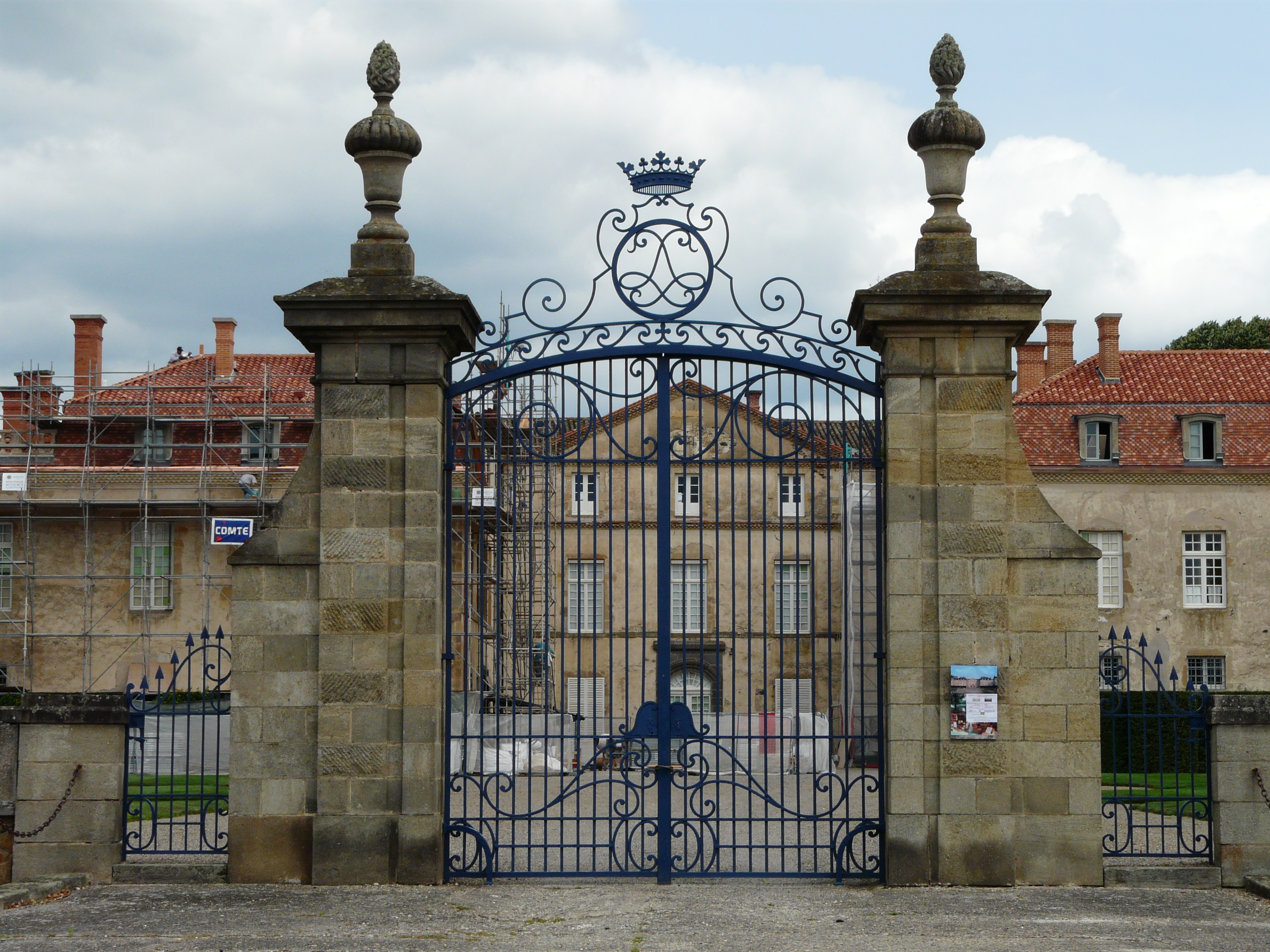
La grille d'entrée.
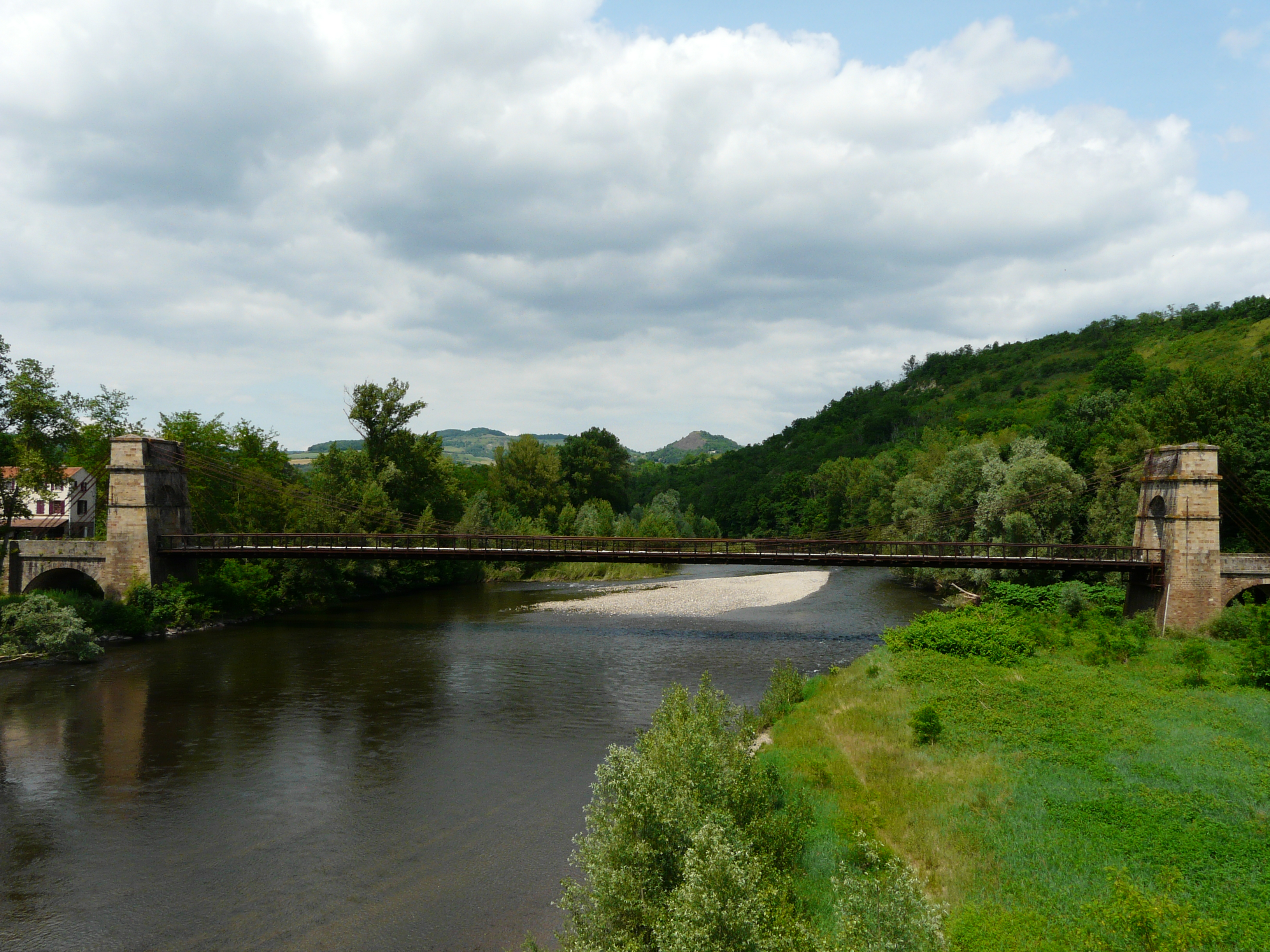
Le pont suspendu.
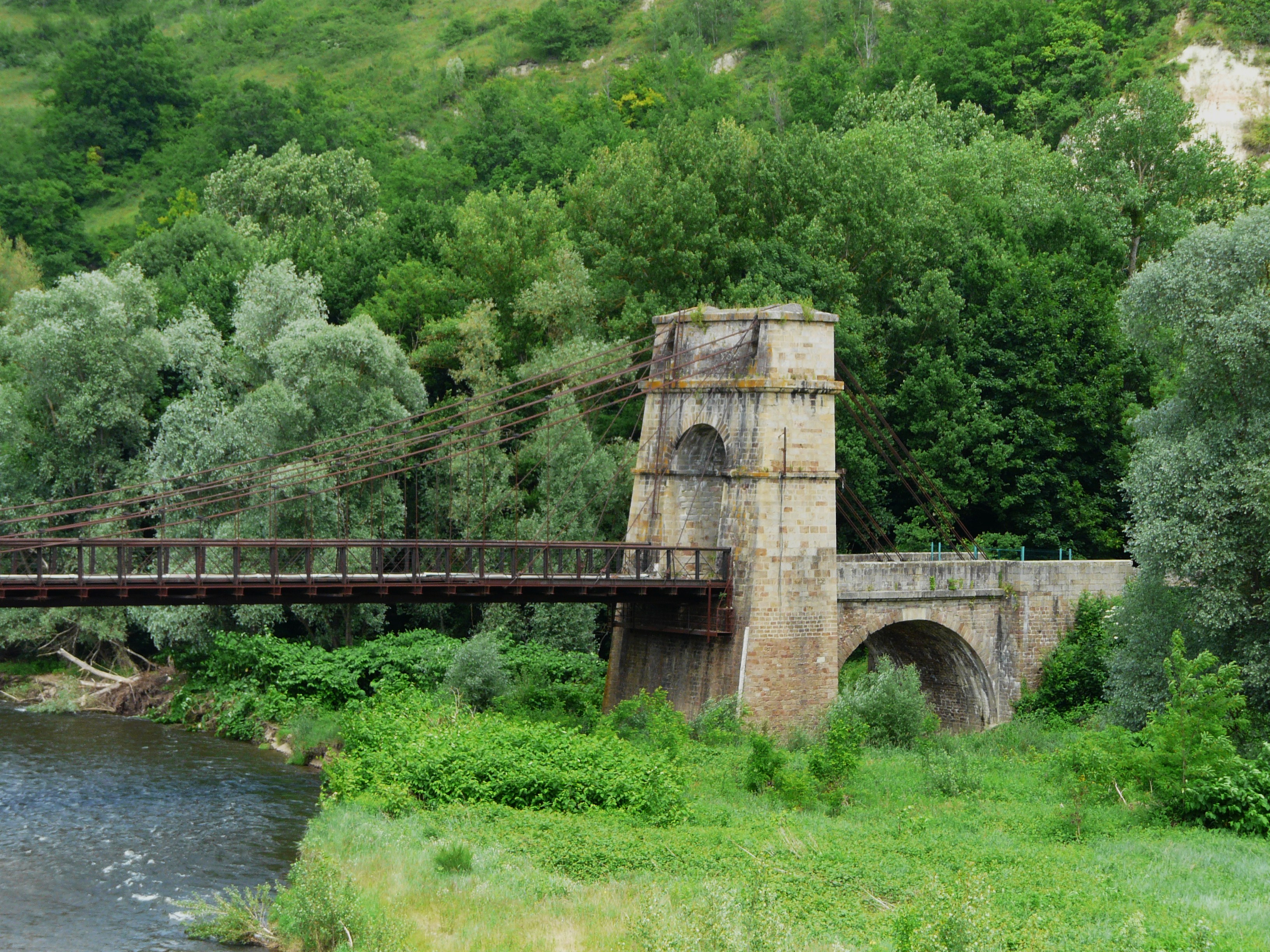
La rive droite.